# Blue Man Group
Die Blue Man Group ist eine Gruppe von Schauspielern und Musikern, die als drei stumme, blau maskierte Personen mit einer begleitenden Band auftreten. Aufgeführt werden Musik, Zirkusclownerie und Performance, bei denen das Publikum oftmals einbezogen wird. Momentan wird die Show in Boston, Las Vegas, Orlando, Gran Canaria und Berlin aufgeführt. Ende 2018 tourte wieder ein Team durch Europa.

Logo der Blue Man Group

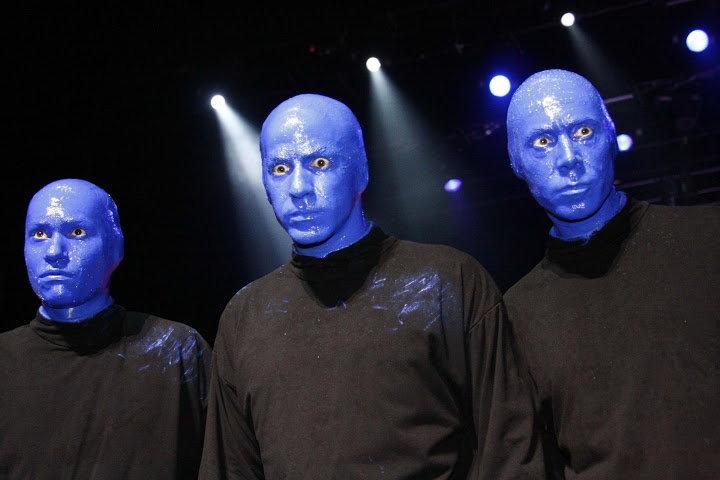
Blue Man Group in São Paulo – 2009

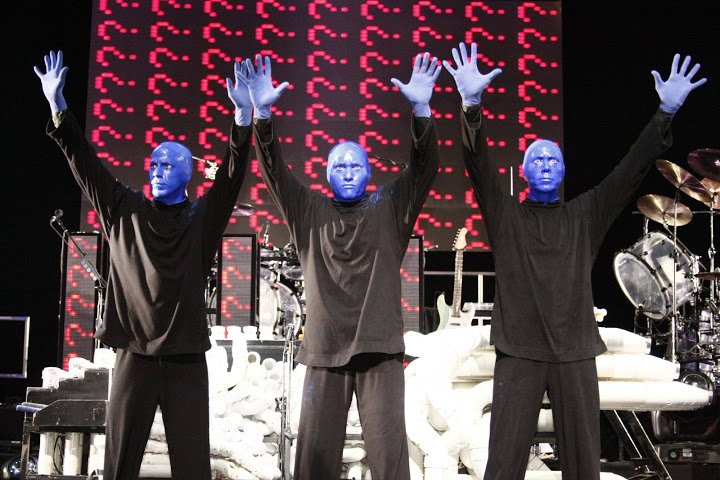
Blue Man Group in São Paulo – 2009

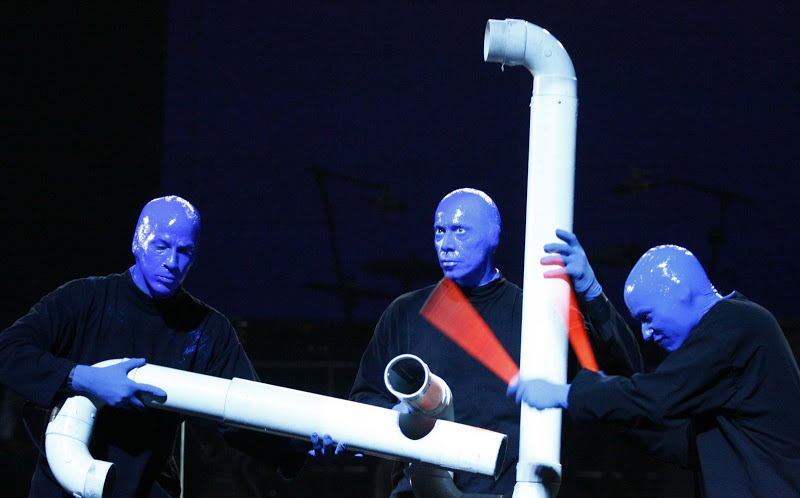
Blue Man Group in São Paulo – 2009

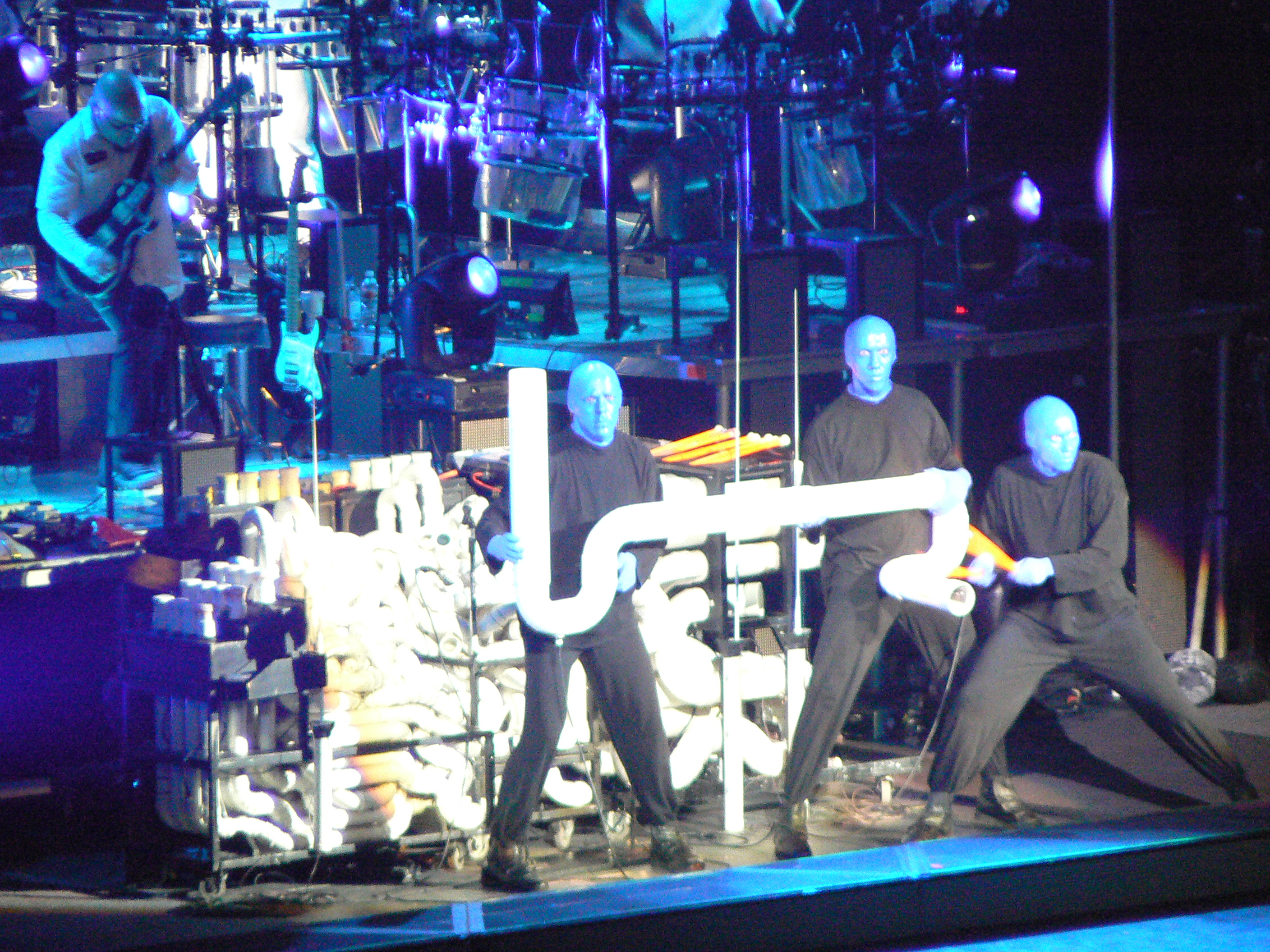
Bühnenshow der Blue Man Group in Austin (Texas), Dezember 2007

## Geschichte
Die Blue Man Group ging aus einer Gruppe junger Performance-Künstler hervor, die sich bei einer Aktion am 21. Mai 1988 blau anmalten, um in einer Performance im Central Park von New York City das Ende des Jahrzehnts zu feiern. Drei aus der Gruppe, Matt Goldman, Phil Stanton und Chris Wink, zwei Trommler und ein Softwareentwickler gründeten ein Jahr später die Blue Man Group. Zunächst machte die Gruppe in der Off-Off-Broadwayszene mit rüden Happenings auf sich aufmerksam. Nachdem sie dort 1991 vom Stadtmagazin The Village Voice den angesehenen Obie Award erhielten, siedelten sie mit ihrer Show „Tubes“ vom La MaMa Experimental Theatre Club in das Astor Place Theatre um, in dem sie bis heute auftreten.
In der folgenden Zeit zeigte die Gruppe Aufführungen in Boston (Charles Playhouse, 1995), Chicago (Briar Street Theater, 1997) und Las Vegas (Luxor Hotel Theater, 2000 bis 2005; danach Las Vegas Venetian Show). 2003 trat die Blue Man Group während der Complex Rock Tour-Shows in 70 Städten der Vereinigten Staaten auf, um ihre CD The Complex vorzustellen.
Ihre Europapremiere und zugleich ersten Auftritt außerhalb der USA hatte die Blue Man Group im Mai 2004 in Berlin. Zur bundesweiten Promotion waren sie am 2. Juni als prominente Gäste bei Stefan Raabs TV total eingeladen worden. Sie wurden dort Teil einer Sendung, in der sie Elemente ihres Live-Programmes zeigten, und Stefan Raab darin integrierten.
2005 folgte eine Show im Panasonic Theater in Toronto, eine Show im New London Theater in London sowie ihr erster Festivalauftritt beim Chiemsee Reggae Summer, wo sie vor 7000 Zuhörern ihr extra für diesen Anlass leicht geändertes Programm spielten. Am 12. Dezember 2006 wurde in der Theater Fabriek Amsterdam die dritte europäische Show eröffnet. Auch in Tokio eröffnete eine Show im Dezember 2007. Ende 2006 und Anfang 2007 tourte die Blue Man Group wieder durch die USA mit der „Megastar 2.0“-Tour.
Die Macher der Shows sagen, es sei ihr Ziel, die Zuschauer, die am Anfang der Show noch so wenig miteinander zu tun haben, zu verbinden, so dass sie eins würden. Um alle Shows zu besetzen, stehen inzwischen über 40 Blue Men und etwa 60 Musiker zur Verfügung. Durch die blaue Maskierung sind einzelne Künstler dabei leicht austauschbar, ohne dass vom Publikum Änderungen bemerkt würden. Dies ermöglicht es zudem, im Vergleich zu anderen großen Shows besonders wirtschaftlich zu arbeiten. Es können besonders erfolgreiche Nummern in die Shows der verschiedenen Teilensembles, die an unterschiedlichen Orten aufgeführt werden, übernommen werden.
Die Organisation umfasste im Januar 2010 rund 500 Mitarbeiter. 17 Millionen Zuschauer hatten bis dahin die Shows der Blue Man Group gesehen.
Im Juli 2017 gab der kanadische Cirque du Soleil bekannt, die Muttergesellschaft der Blue Man Group vollständig übernehmen zu wollen. Das Entertainment-Unternehmen beabsichtigt, die Blue Man Group weltweit zu vermarkten und die Live-Performance zu diversifizieren.

## Wirken in Deutschland
In Deutschland wurden die Blue Men durch Mitwirkung in einigen Werbespots (unter anderem für Intel) bekannt, bevor die Gruppe 2004 im Berliner Theater am Potsdamer Platz auftrat. Am 31. Januar 2007 fand in diesem Theater die letzte Show statt. Seit dem 1. Februar 2007 wird im kleineren BlueMax-Theater auf der anderen Seite des Marlene-Dietrich-Platzes gespielt. Dafür wurde eigens ein ehemaliges IMAX-Kino umgebaut. Das Programm setzt sich aus Teilen der Shows in London und Amsterdam zusammen.
Vom 11. März 2007 bis 4. Oktober 2008 wurde die Show zudem im Metronom Theater in Oberhausen gezeigt. Außerdem lief die Show vom 28. Februar 2008 bis zum 12. Oktober 2008 im Musical-Theater Apollo in Stuttgart.
Am 6. November 2010 trat die Blue Man Group bei Wetten, dass ..? in Hannover auf, um für die aktuelle Show im BlueMax Theater in Berlin zu werben, am 15. Oktober 2011 erfolgte ein Auftritt bei der Spielshow Schlag den Raab auf ProSieben. Einen weiteren Auftritt absolvierte das Trio am 6. Dezember 2013 bei der Castingshow The Voice of Germany. Am 12. Dezember 2020 traten sie in der ersten Ausgabe von Quiz ohne Grenzen in ARD, ORF und SRF (auch als Eurovision bekannt) auf.
Im Frühjahr 2024 waren sie Teil der fünften Staffel von Last One Laughing auf Amazon Prime Video.
Das Unternehmen Stage Entertainment teilte im Februar 2025 mit, dass die Blue Man Group nach August 2025 Berlin "verlassen werde". Nach über 8.500 Aufführungen und mehr als fünf Millionen Besucher sei aufgrund nachlassenden Publikumsinteresses Schluss.

## Internationale Produktionen
- Schweiz: In der Schweiz spielte die Blue Man Group in zwei verschiedenen Orten. Erst vom 25. Oktober 2008 bis zum 11. Januar 2009 im Musical Theater Basel. Danach spielte sie vom 17. Januar 2010 bis zum 2. Mai 2010 im Theater 11 in Zürich. Vom 21. bis 26. Januar 2020 gastierten sie erneut im Musical Theater Basel.
- Österreich: Vom 4. November 2010 bis 2. Januar 2011 gastierte die Blue Man Group im Wiener MuseumsQuartier.
- Schweden: Vom 8. September bis 24. Oktober 2010 spielte die Blue Man Group erstmals in Stockholm.
- Luxemburg: Vom 31. Oktober bis 5. November 2017 spielte die Blue Man Group erstmals in Luxemburg.
- Deutschland: Berlin am Theater am Potsdamer Platz (2004–2006), Oberhausen im Metronom Theatre (2007–2008), Stuttgart im Apollo Theatre (2008)

## Band
Die Band besteht aus Multiinstrumentalisten, das heißt, alle Musiker beherrschen mehrere Instrumente. Die Musik wird live gespielt. Ausnahme sind die Stücke, in denen die Musiker eine Choreografie absolvieren.

Typischer Programmausschnitt (hier in Oberhausen, 2007)

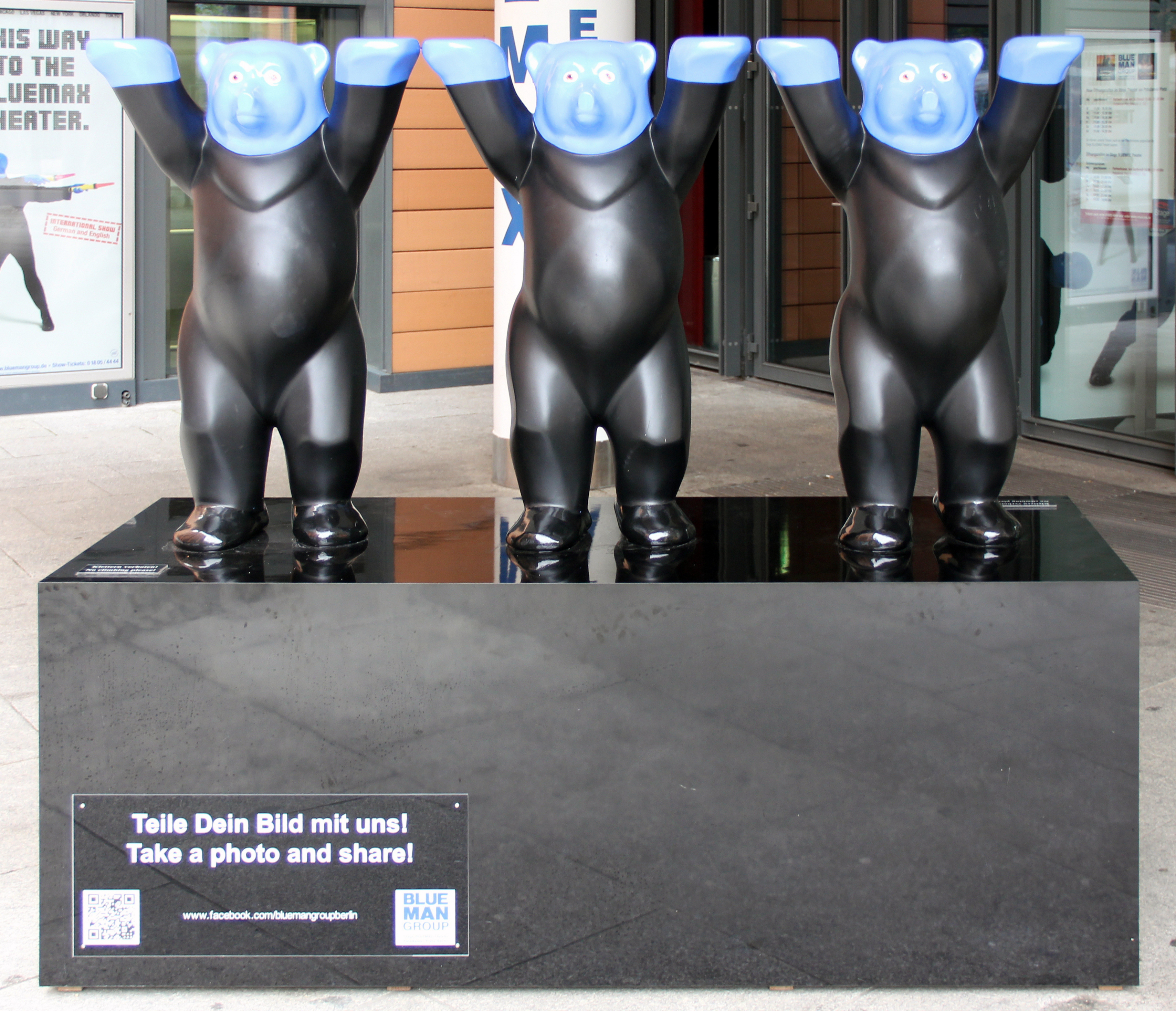
Blue Man Group-Buddy Bears, Marlene-Dietrich-Platz in Berlin-Tiergarten

Sowohl die Berliner als auch die Stuttgarter Band besteht in jeder Show aus vier Musikern:
- ein Schlagzeuger
- ein Perkussionist
- ein Zither-Spieler
- ein Chapmanstick-, Bass- und Talkingdrumspieler

Die Oberhausener Band bestand in jeder Show aus sechs Musikern:
- ein Schlagzeuger
- drei Perkussionisten
- ein Zither-Spieler
- ein Chapmanstick-, Bass- und Talkingdrumspieler

Es werden den Musikern nach und nach alle Positionen beigebracht: So lernen die Schlagzeuger alle vier Positionen und die Saiten-Spieler alle drei Saiteninstrumente.

## Instrumente
Die begleitende Band spielt auf üblichen Instrumenten, insbesondere E-Gitarre, E-Bass und Schlagzeug. Als zusätzliches, durchgängig eingesetztes Saiteninstrument kommt eine elektrische Zither hinzu, die mit unterschiedlichsten Hilfsmitteln angeschlagen wird. Die drei Darsteller verwenden jedoch unübliche Klangkörper wie Regenrohre, kleinere Plastikröhren oder umgebaute Trommeln. Nachfolgend eine Reihe neuartiger Schlaginstrumente, die im Beiheft der ersten CD Audio von 1999 (s. u.) ausführlich beschrieben und mit Skizzen bebildert werden:

### Drumwall
Die Drumwall ist eine strukturierte Wand, in der es sieben so genannte „Drumstationen“ gibt. Drei davon sind für die Blue Men. Die anderen vier sind für die Drummer.

### Air Poles
Die Air Poles sind eine Serie von Ruten aus glasfaserverstärktem Kunststoff, die ein Geräusch erzeugen, das man mit dem Schwingen eines längeren Stockes oder Holzstabes oder mit einem „swoosh“ vergleichen kann. Durch die Fiberglas-Bauweise ergibt das einen nachschwingenden Ton, der vor allem in den Dunkelheitsabschnitten der Shows der Blue Man Group eine musikalisch düstere Atmosphäre zustande bringt.
- A: Die Angel Air Poles sind Air Poles, die an den Griffen zusammengefügt sind. Das Resultat ist ein ausbalanciertes Air Pole, das enorme Geschwindigkeiten erreichen kann.
- B: Die Wiper Air Poles sind extrem lange und flexible Air Poles, die ganz am Ende gehalten werden müssen, um sie zu spielen. Sie sind bis zu 5,4 Meter lang. Die Wiper Air Poles entwickeln einen sehr langsamen Ton.
- C: Die Sword Air Poles sind klein und dünn, was sie leichter zu kontrollieren macht als die anderen Air Poles. Sie entwickeln den traditionellen „swoosh“-Ton.

### Big Drum
Der Durchmesser dieser Trommel beträgt bis zu zwei Meter, entsprechend groß ist der dazugehörige Drumstick. In der Berliner Show beträgt der Durchmesser 36 Zoll; das entspricht 91,4 Zentimeter.

### Cimbalom
Das Cimbalom wird normalerweise mit weichen Holzhämmern gespielt. Die Blue Man Group nutzt aber normale Drumsticks, um einen aggressiveren Sound zu erzeugen.

### Drumbone
Die Drumbone (Kofferwort aus drum (Schlagzeug) und trombone (Posaune)) ist eine Übersetzung der Posaune auf ein Schlaginstrument. Sie ist, im Vergleich zum PVC-Instrument, ein winziges Instrument. Sie besteht aus lediglich vier Rohren, die aber nicht zu einer Einheit verbunden sind. Jeweils zwei Rohre bilden ein unabhängig arbeitendes Instrument, da eines über das andere gestülpt wird und so verschoben werden kann. Dadurch verlängert oder verkürzt sich die Rohrlänge und beeinflusst den entstehenden Ton. Diese zwei Instrumente können ebenfalls zu einer Einheit, der eigentlichen Drumbone, verbunden werden. Auf der Drumbone spielt ein Blue Man mit Drumsticks und die anderen zwei verschieben die Rohre um die Tonvariation zu erzeugen.

### PVC-Rohre
Das PVC-Instrument ist das berühmteste und auch größte Instrument der Blue Man Group. In ihm verbinden sich rund 180 Meter PVC-Rohre zu einem etwa sechs Meter breiten Paket, an dem alle drei Blue Men gleichzeitig spielen können. Die Höhe des Tons wird durch die Länge einer Rohrverbindung bestimmt. Die Rohre sind in drei Stationen angeordnet. Für jeden Blue Man gibt es eine eigene Gruppe von Tönen, die in tiefe, mittlere und hohe Oktave unterteilt sind. In der tiefen sowie in der mittleren Oktave gibt es 24 Rohre. In der hohen Oktave sind es 28. Die PVCs werden mit Schaumgummipaddeln gespielt, die aussehen wie Pfannenwender.

### Tubulum bzw. Backpacktubulum
Das Tubulum („tube-you-lum“) ähnelt dem PVC-Instrument. Es hat tiefe Töne und wird nicht mit Paddeln, sondern mit normalen Drumsticks gespielt. Das Backpacktubulum ist dasselbe Instrument nur mit weniger Tönen und man kann es sich wie einen Rucksack auf den Rücken schnallen, was dem Blue Man ermöglicht, wie ein Gitarrist mit seiner E-Gitarre frei auf der Bühne umherzulaufen. In der Oberhausener Show wird das Tubulum nur in einer Szene eingesetzt, genauso wie das Backpacktubulum.

## Weiteres
- Die Show der Blue Man Group ist von Komik und den US-amerikanischen Vaudeville-Shows des 20. Jahrhunderts geprägt. Parallelen zu Buster Keaton und den Marx Brothers sind durchaus gewollt. Matt Goldman, einer der Gründer der Blue Man Group, ist ein Fan von Wim Wenders’ Film Der Himmel über Berlin, was zu der Entscheidung beigetragen haben soll, die erste Show außerhalb Nordamerikas in Berlin zu starten. In der Berliner Show ist daher auch eine Anlehnung an den Film enthalten.

- In verschiedenen Showelementen ist die Kunst namhafter Maler und Bildhauer (unter anderem Jackson Pollock, Jasper Johns, Constantin Brâncuși, Mark Rothko) wiederzufinden.

- Die Mitglieder benötigen eine Stunde, um sich für die Show zu präparieren. Es werden Haarabdeckungen aus Latex („Gummiglatze“) benutzt. Diese und das übrige Gesicht werden mit stark fetthaltiger, blauer Schminke abgedeckt. Dieses Make-up trocknet nie, so dass die Gruppe während der gesamten Show das „klebrige“ Aussehen der blauen Köpfe beibehält.

- Eine Show dauert durchschnittlich eine Stunde und 30 Minuten ohne Unterbrechung.

- Am Ende vieler Shows wurde das Lied Last Train to Trancentral der britischen Musikgruppe The KLF (1990) gespielt. Aktuell wird in Deutschland und auf der Tour ein eigenproduzierter Song namens Ready? Go! im Finale gespielt.

## Diskografie

### Alben
| Jahr | Titel                      | Höchstplatzierung, Gesamtwochen, AuszeichnungChartplatzierungen (Jahr, Titel, Platzierungen, Wochen, Auszeichnungen, Anmerkungen) | Höchstplatzierung, Gesamtwochen, AuszeichnungChartplatzierungen (Jahr, Titel, Platzierungen, Wochen, Auszeichnungen, Anmerkungen) | Höchstplatzierung, Gesamtwochen, AuszeichnungChartplatzierungen (Jahr, Titel, Platzierungen, Wochen, Auszeichnungen, Anmerkungen) | Anmerkungen |
| Jahr | Titel                      | DE | AT | US | Anmerkungen |
| ---- | -------------------------- | --- | --- | --- | ----------- |
| 1999 | Audio                      | — | — | US175 Gold · (1 Wo.)US |             |
| 2003 | The Complex Rock Tour      | DE86 Gold · (1 Wo.)DE | — | US60 (6 Wo.)US |             |
| 2008 | How to be a Megastar Live! | — | AT67 (1 Wo.)AT | — |             |

Weitere Alben
- 2006: Live at the Venetian[18]
- 2016: Three[19]

### Singles
| Jahr | Titel Album | Höchstplatzierung, Gesamtwochen, AuszeichnungChartsChartplatzierungen (Jahr, Titel, Album, Platzierungen, Wochen, Auszeichnungen, Anmerkungen) | Anmerkungen        |
| Jahr | Titel Album | UK | Anmerkungen        |
| ---- | ----------- | --- | ------------------ |
| 2003 | The Current | UK93 (1 Wo.)UK | mit Gavin Rossdale |

### Videoalben
- 2003: The Complex Rock Tour: Live (DE: ×2Doppelplatin ; US: ×4Vierfachplatin )
- 2008: How to be a Megastar Live!